# Antonello Matarazzo
Pour les articles homonymes, voir Matarazzo.
Antonello Matarazzo (né le 23 février 1962 à Avellino, en Campanie, Italie - ) est un peintre et réalisateur italien contemporain. 

## Biographie
Artiste interdisciplinaire (peinture, installation vidéo, court-metrage), « web-artiste », et metteur en scène, Antonello Matarazzo se distingue par son implication dans le Medialismo. Depuis ses débuts dans le 18e film festival de Bellaria en 2000 (The Fable, ensuite dans l'émission « Fuori orario », Rai 3), sa recherche constante des différentes modalités de langage l’amène à construire un lien médiatique et conceptuel entre l'art (ou les limites de la pratique artistique), et la vie.
Il a participé à beaucoup de festivals du cinéma international (Mostra de Venise, Festival international du film sur l'art de Montréal, Fête internationale de Rome du cinéma, Cinemed, Festival du film de Turin, Festival international du film de Mar del Plata, Festival international du film de Locarno), en recevant prix et reconnaissances. En 2006 la 42e Mostra Internazionale del Nuovo Cinema de Pesaro lui dédie une rétrospective complète.

## Sources
- Enciclopedia dell'Arte Zanichelli, Zanichelli editore, Bologne 2004
- Cinema italiano, editrice il Castoro, Milan 2004